# Ryssja

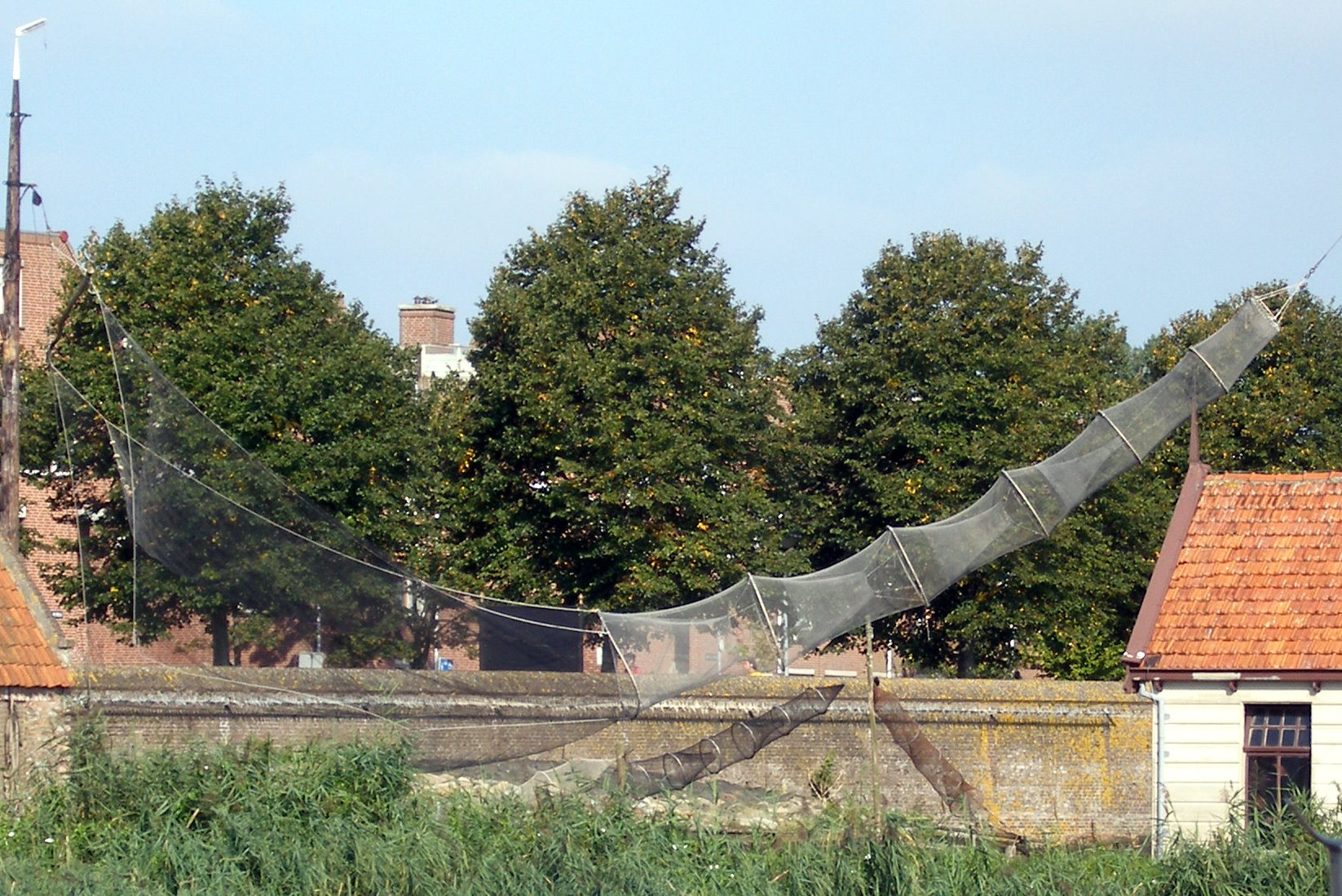
Ålryssjor, Nederländerna (i södra Sverige benämnda hommor)

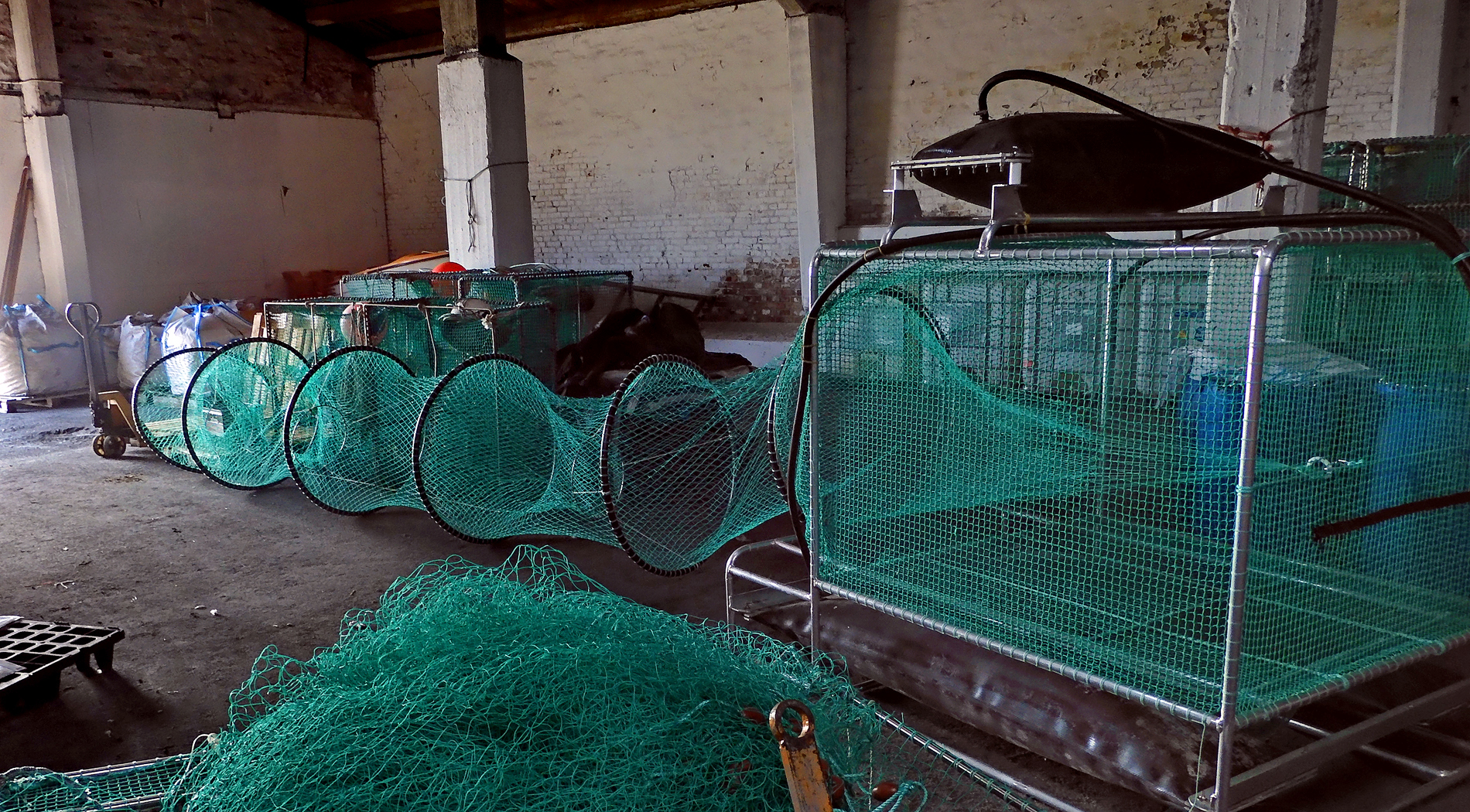
En Pontonryssja utvecklad av Sveriges Lantbruksuniversitet.

Ryssja är ett passivt fiskeredskap av instängningstyp som består av en eller flera avsmalnande nätpåsar som fisken lätt kan simma in igenom men har svårt att hitta ut ur. Nätet är monterat på en serie av ringar eller bågar, vilket gör att ryssjan kan skjutas ihop i längsriktningen. En ryssja kan därför göras mycket lång utan att bli ohanterlig. Ryssjan skiljer sig i sin konstruktion från mjärden, som är uppbyggd av styvt material och inte kan fällas samman.
Ryssjan läggs på botten och hålls utsträckt med hjälp av tyngder eller draggar. I fångständen som är den större delen av en ryssja sitter ofta armar, ett vertikalt nät som med tyngder och flöten står längs med botten och leder in fisk i ryssjan. En ryssja kan ha armen monterad i centrum (vilket är vanligt med ålryssjor, också kallade hommor) eller också kan den vara utrustad med en arm på var sida om denna. Ryssjor för ål har även satts ut i länkar för upptagning med dragmaskin. 
Ofta sätts flera ryssjor ihop till en länk. En sådan parryssja består av två motstående strutar med en ledarm.
Ryssjor finns till exempel för ål (med små maskor) eller för torsk samt för de flesta fiskarter. 

## Etymologi och historia i Sverige
Det svenska ordet ryssja är nära besläktat med det franska ordet ruche, som betyder bikupa och som i sin tur anses komma från ett keltiskt ord för bark eller bast. Såväl ordet som företeelsen infördes troligen till Sverige med cisterciensermunkar på medeltiden. Här skiljer sig ryssjan från mjärden, som har en mycket äldre historia i Skandinavien.
Det svenska språkbruket är dock inte alltid entydigt. Framför allt i norra Sverige har även mjärdar ofta kallats för ryssjor.